# Le corsaire Le Grand Coureur
Le grand coureur è un canto marinaresco tradizionale francese, composto di 12 versi. 
Il testo evoca le guerre navali che attaccavano principalmente obiettivi per distruggere o interrompere la logistica del nemico in mare aperto e delle guerre napoleoniche.
Il testo originariamente fu pubblicato per la prima volta sul giornale La France Maritime fra il 1840 e il 1842, anche se è molto probabile che questa canzone sia più antica.
La canzone evoca le avventure in mare di una nave corsara francese proveniente da Lorient (chiamata appunto Le grand coureur). E racconta la lotta contro una nave inglese che sfugge e le catture di tre navi mercantili, che tuttavia avevano fruttato un magro bottino, che portò l'equipaggio alla fine. Questa canzone patriottica è una canzone a sua volta composta per scandire il lavoro dei marinai. 

## Interpreti
- Luc Arbogast
- Mikael Yaouank
- Les Naufragés
- Ginevra Di Marco